# Fernando Gallego

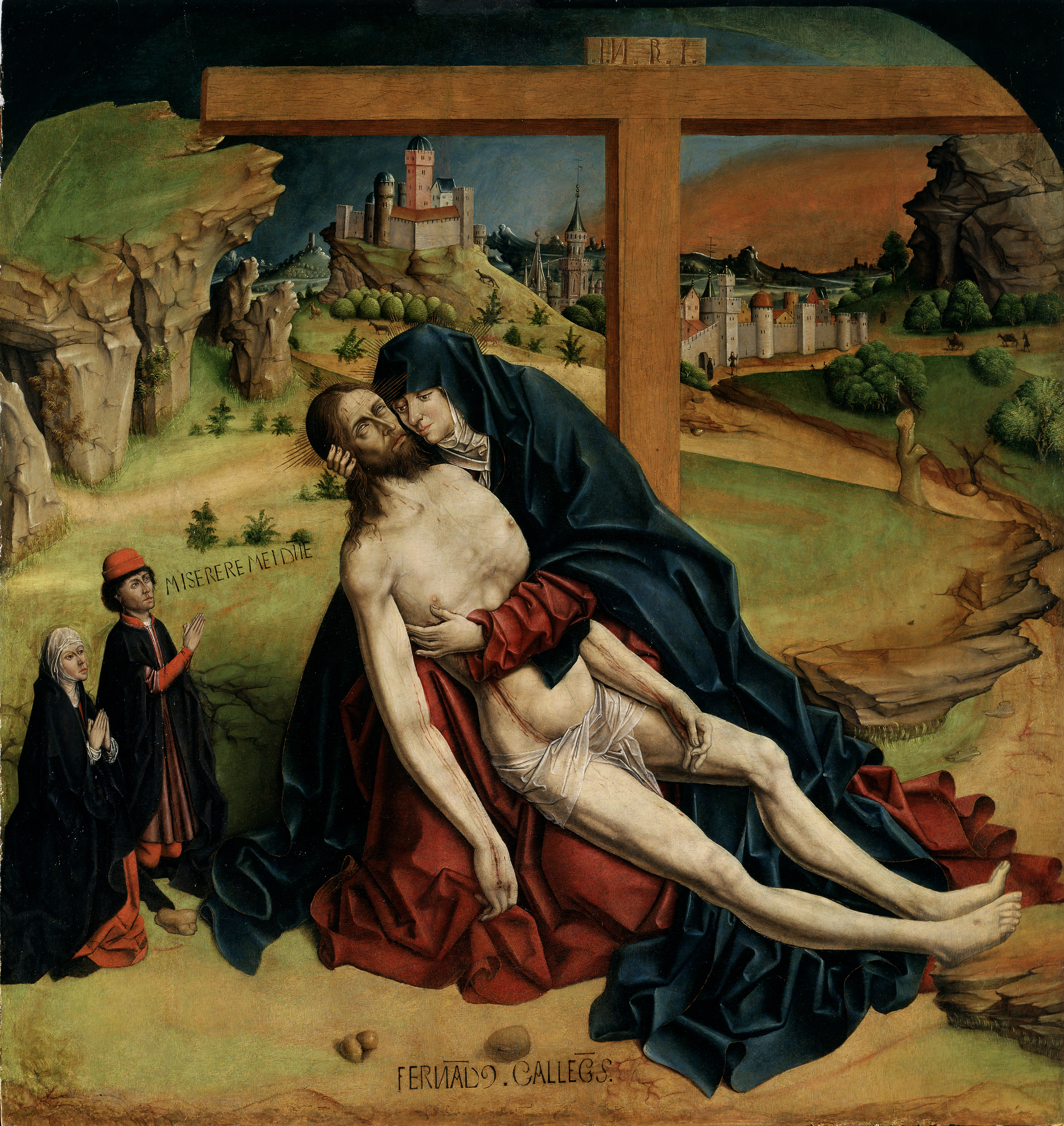
La Piedad, óleo y temple sobre tabla de pino, 117,8 x 111 cm, Madrid, Museo del Prado. Se trata de una de las tres únicas obras firmadas por el pintor que se han conservado, punto de partida para la fijación de su estilo.

Fernando Gallego (ca. 1440-1507) fue un pintor gótico español, el más destacado exponente  del estilo hispanoflamenco en Salamanca y su área de influencia.

## Biografía
La escasa documentación conservada no permite conocer ni el lugar ni la fecha de su nacimiento, que se ha supuesto tuviese lugar en Salamanca y hacia 1440. Nada se sabe de su formación y primeros años, pero el estilo de sus obras demuestra que en sus inicios (Piedad del Museo del Prado) estuvo sujeto a la influencia ya un tanto arcaica del gótico internacional y en deuda con Dello Delli y Nicolás Florentino, autores del retablo mayor de la Catedral Vieja de Salamanca. A ellos debe la concepción idealizada de los paisajes, alejados de cuanto se hacía en Flandes. Pero su formación se habría completado, sin salir del ámbito castellano-leonés, en el entorno de un pintor que por ahora no es posible determinar, conocedor del estilo flamenco, sin que quepa descartar una aproximación a ese estilo a través del estudio de pinturas y grabados de ese origen llegados a Castilla en abundancia.
La primera referencia documental, de 1468, lo sitúa trabajando para la catedral de Plasencia junto a un pintor desconocido llamado Juan Felipe. El hecho de que en ese año pudiese ya contratar por su cuenta hace pensar que tuviese más de veinticinco años, siendo este el único dato con que se ha contado para determinar la fecha de su nacimiento. En febrero de 1473 concertó con el cabildo de la catedral de Coria la realización de seis retablos que debía dar por terminados en el plazo de un año por valor de 60.000 maravedíes. Las actas capitulares que recogían el acuerdo, en las que se nombraba como árbitros a fray Pedro de Salamanca y a García del Barco, teniéndolos por pintores famosos, llamaban a Fernando Gallego «vecino de Salamanca».
La siguiente noticia es ya de 1486, cuando se le encuentra censado en Ciudad Rodrigo, lo que concuerda con las fechas de ejecución del retablo mayor de su catedral, que hubo de realizarse entre 1480 y 1488. Por fin, en julio de 1507, un desconocido pintor llamado Pedro de Tolosa reclamó a la Universidad de Salamanca el pago de lo que se le debía por la obra de la tribuna de la capilla universitaria, que tenía contratada con «Hernán Gallego», siendo esta la última noticia documental relativa al pintor a quien, según dicho documento, se le encontraría con más de sesenta años ocupado en una obra menor.

## Obras

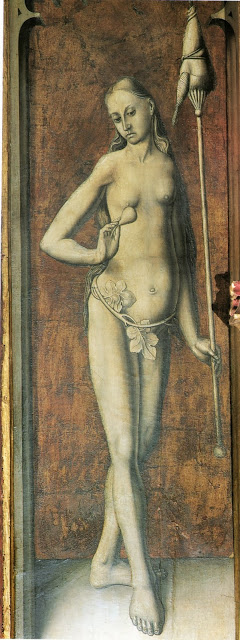
Eva, óleo sobre tabla, 120 x 31 cm, guardapolvos del Retablo de san Ildefonso, catedral de Zamora.

Perdidas todas las documentadas, el catálogo de las obras de Fernando Gallego ha de comenzar con la tabla de La Piedad con donantes del Museo del Prado firmada «FERNĀDO.GALLEĜS.», cuya procedencia se desconoce. La vestimenta de los donantes, retratados a menor escala que el grupo principal, y lo que se ha llamado una influencia flamenca «insuficientemente digerida», permiten datar esta obra en los inicios de la carrera del pintor, hacia 1470. El pequeño tríptico de la Virgen de la Humildad de la galería Leo Spik de Berlín, incorporado en 2020 al catálogo de obras de Fernando Gallego, muestra a san Eustaquio representado en grisalla en una de las portezuelas laterales con la cabeza cubierta por un bonete alto similar al que utiliza el donante en la Piedad del Prado, lo que atendiendo a la moda en el vestir permite datarlo en las mismas fechas. Aunque en este caso se trata también de una pieza de procedencia desconocida y no documentada hasta la década de 1950, cuando se encontraba ya en poder de la familia en cuya propiedad se conserva, rasgos como la cabeza de san Andrés, el rostro de la Virgen —muy próximo al del firmado tríptico de la Virgen de la Rosa—, o la construcción del espacio, permiten asignar con seguridad la singular obra al maestro salmantino.
Poco posterior es el Retablo de San Ildefonso de la Capilla de San Ildefonso o del Cardenal, situada a los pies de la catedral de Zamora, que se sabe hubo de ser pintado hacia 1475-1480. Firmado «FE[R]N–AD9.GALECVS» en el centro y abajo de la tabla de la Imposición de la casulla a san Ildefonso, consta de seis tablas dispuestas en dos cuerpos, predela y guardapolvo en buen estado de conservación excepto las tablas centrales, que han perdido parte de su pintura. A pesar de su carácter temprano es una de las obras de mayor calidad del pintor y también de las más personales, probablemente ejecutada de su mano en su conjunto, o con escasa participación del taller, como pondría de manifiesto la firma, con la que el pintor estaría expresando un deseo de reconocimiento profesional y que únicamente se encuentra en tres de las obras de su primera etapa. Siendo la capilla fundación del cardenal Juan de Mella, que antes de marchar a Roma había sido arcediano de Madrid en el cabildo de Toledo, en las tablas del cuerpo del retablo se representan en el piso superior el Bautismo de Cristo y la Degollación del Bautista a los lados del Calvario, y en el inferior tres motivos de la leyenda de san Ildefonso de Toledo: la aparición de santa Leocadia a san Ildefonso y al rey Recesvinto, la imposición de la casulla con el cardenal como donante, aunque, muerto en Roma en 1467, no puede tratarse de un verdadero retrato, y la veneración de las reliquias de san Ildefonso. En la predela o banco bustos de santos (Juan Evangelista, Nicolás de Bari, Pedro, Jerónimo y Santiago el Mayor) con la Santa Faz o velo de la Verónica, y en el guardapolvo, tratadas como esculturas en grisalla, Adán y Eva arriba, con un azadón y un huso respectivamente, simbolizando los trabajos y penas a los que son condenados tras comer el fruto prohibido —un higo—, y las alegorías de la Iglesia y la Sinagoga abajo, representadas la primera como doncella joven con un cáliz y una Hostia en la mano izquierda y un estandarte con la cruz en la derecha, y la segunda como mujer anciana, encorvada, dejando caer las tablas de la Ley, los ojos velados como indicio de ceguera y la lanza quebrada en oposición al gallardete erguido de la Iglesia. Esta iconografía, que Fernando Gallego va a repetir con ligeras variantes como el color amarillo de la túnica que viste la sinagoga en los brazos del trono del Cristo bendiciendo del Museo del Prado, se explicaba según Erwin Panofsky con la frase «Vetus testamentum velatum, novum testamentum revelatum» y se relacionaba desde su origen, hacia el siglo XII, con un versículo de las Lamentaciones de Jeremías: «La corona ha caído de nuestras cabezas, ¡ay de nosotros que hemos pecado! porque nuestro corazón es débil y nuestros ojos están cegados».

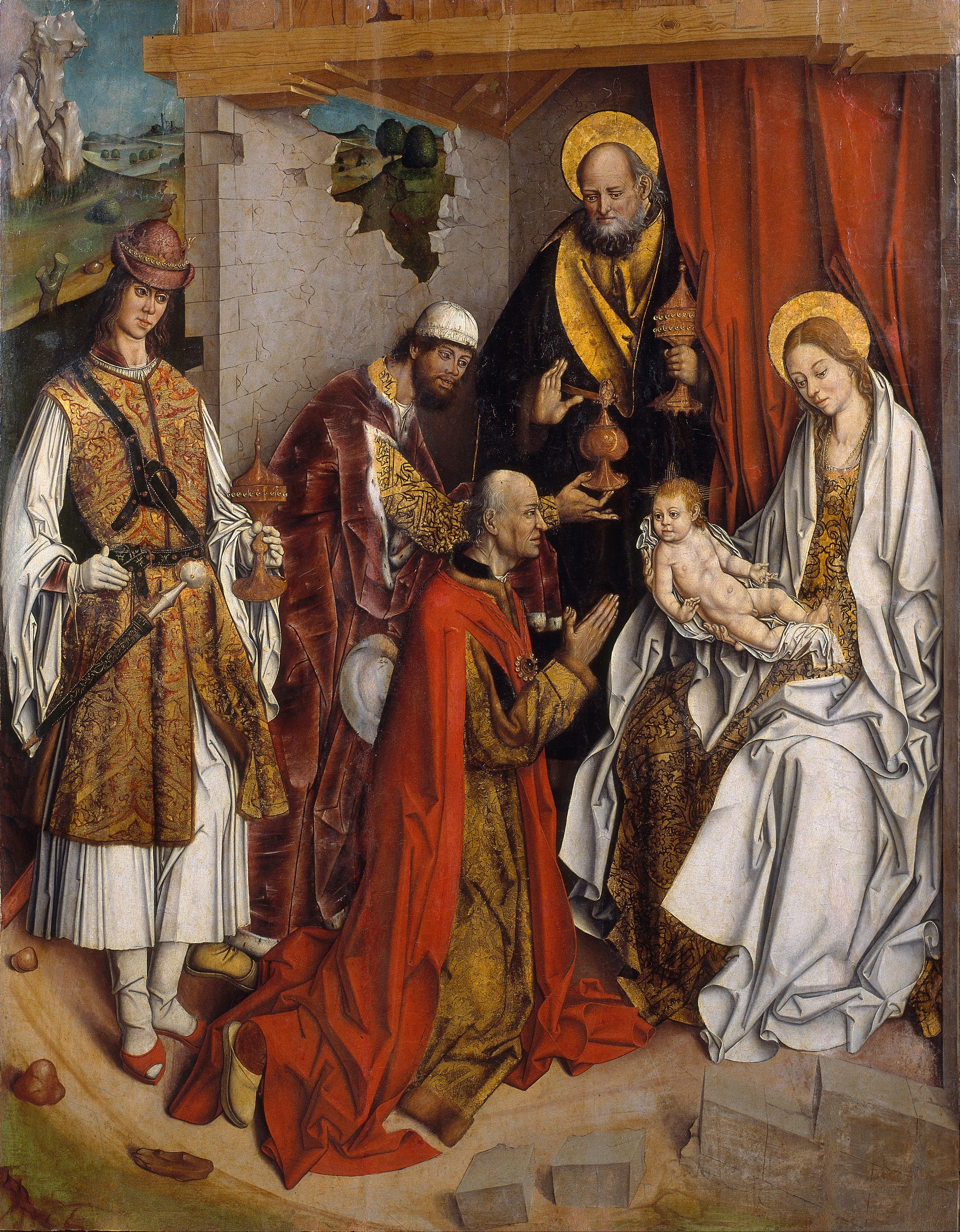
Epifanía, óleo sobre tabla, 136 x 106 cm, Barcelona, Museu Nacional d'Art de Catalunya.

De fecha próxima han de ser las tablas de la Natividad y de la Flagelación del Museo de la Catedral de Salamanca, procedentes de la iglesia parroquial del Campo de Peñaranda, donde pudo verlas en 1927 Manuel Gómez-Moreno, autor de la atribución unánimemente aceptada a Gallego. Aquí se ha localizado más recientemente una Resurrección cuya medida de ancho es igual a la de las tablas citadas, lo que ha hecho suponer que las tres formasen parte de un mismo retablo. Esta Resurrección de la iglesia de la Asunción del Campo de Peñaranda, por otra parte, se inspiró para su composición en el grabado de la serie de la Pasión de Martin Schongauer, vuelto a utilizar más tarde en la predela del retablo mayor de la iglesia de Santa María la Mayor de Trujillo, pintado en colaboración con el Maestro Bartolomé. De Villaflores, localidad cercana al Campo de Peñaranda, procede una Coronación de la Virgen depositada en el Museo Diocesano de Salamanca. Aunque sus elementos compositivos aparecen repetidos en el ático del retablo de Trujillo, los detalles y acabado son aquí mucho más complejos y en los textos latinos inscritos en las filacterias que portan los patriarcas bíblicos se pone de manifiesto que el pintor contó en su realización con las indicaciones de un promotor con conocimientos teológicos que podría ser el canónigo Rodrigo Álvarez, rector de la Universidad de Salamanca en 1480 y beneficiado de Villaflores desde 1472. Las fechas de su ejecución podrían estar comprendidas entre 1480 y 1485, como la Epifanía del MNAC, obra de excepcional calidad, superior a las restantes versiones que del mismo tema pintó Gallego o que se han relacionado con él. También en el museo diocesano de la catedral de Salamanca se encuentra una de las obras mejor acabadas del pintor: el Tríptico de la Virgen de la Rosa, considerado enteramente de su mano aunque algo recompuesto. Lleva la firma «.FERÑADVS.GALLECVS.» a los pies de la Virgen, en la tabla central, flanqueada por San Andrés y San Cristóbal en las tablas laterales conforme a sus habituales iconografías y ante paisajes rocosos de un carácter muy flamenco. Procedente del claustro de la misma catedral, donde podría haber servido como fondo de un arcosolio, Antonio Ponz lo elogió como obra «de tanto mérito como las más estimadas de Durero».
A esta etapa de madurez podrían corresponder también la versión de la Adoración de los Magos conservada en el Museo de Toledo (Ohio), derivada de la versión de Barcelona, el San Pedro entronizado de la Academia de San Carlos de México y la Virgen con el Niño del loro del Museo del Louvre.
De entre 1480 y 1488 es el primitivo retablo mayor de la catedral de Ciudad Rodrigo, del que se conservan veintiséis tablas en la University of Arizona Museum of Art de Tucson. El mismo origen podría tener el Descenso al Limbo de la colección Masaveu, conservado en el Museo de Bellas Artes de Asturias, no siendo posible determinar el número de las tablas que se perdieron al ser desmantelado. El proyecto de investigación iniciado en 2003 por iniciativa del Meadows Museum, y el estudio técnico hecho con las más avanzadas técnicas a raíz de la restauración de las tablas de Tucson, permitieron confirmar la intervención de dos maestros principales con sus respectivos talleres, identificados tradicionalmente con Fernando Gallego y el que se conocía como Maestro de las Armaduras, a quien Pilar Silva Maroto propuso identificar con el Maestro Bartolomé. A Fernando Gallego se atribuyen las tres tablas conservadas del banco, con parejas de santos (San Andrés y San Pedro; San Bartolomé y San Juan Evangelista y San Marcos y Santo Tomás) y las tablas de la Circuncisión, la Entrega de las llaves a san Pedro, Cristo y la mujer samaritana, Pilatos lavándose las manos y Ecce Homo, con una pequeña participación en la Resurrección de Lázaro; además en colaboración con el taller habría ejecutado las que representan la Oración en el huerto de los Olivos, El prendimiento y el Juicio Final, correspondiendo enteramente al taller La curación del ciego y las Bodas de Caná.

Bóveda celeste, óleo y temple pasado a lienzo, Escuelas Menores, Universidad de Salamanca.

También de la década de 1480 parece ser la pintura de la bóveda de la primera biblioteca de la Universidad de Salamanca, parcialmente conservada en las Escuelas Menores y actualmente conocida como el Cielo de Salamanca, cuya atribución a Fernando Gallego, formulada inicialmente por Manuel Gómez-Moreno, ha sido generalmente aceptada. Obra singular por el carácter profano de los asuntos representados —constelaciones y signos del zodiaco, además de los emblemas de las artes liberales, según anotó en su diario el viajero Hieronymus Münzer, de los que nada ha llegado-, se ha visto en ella un precedente del humanismo renacentista castellano, aun cuando en técnica y tipos su autor se mueva todavía dentro de los estilemas propios del gótico hispanoflamenco. Las fechas de su ejecución han de estar comprendidas entre 1482, fecha de la primera edición ilustrada del Poeticon Astronomicon de Higino, cuyas xilografías se emplearon como fuente iconográfica, y 1493, cuando Lucio Marineo Sículo se refirió a estas pinturas en su De Hispaniae Laudibus:

Sobre este lugar está una biblioteca hermosísima en cuya bóveda puede contemplarse con gran deleite de los espectadores un cielo estrellado, los planetas y la bóveda celeste con todas las constelaciones del zodiaco. Esta bóveda se halla cerrada y como envuelta por todas partes de una construcción de piedra. Suministran o dan luz a la biblioteca unas ventanas cerradas con cristales.

Una descripción más detallada se encuentra en la edición corregida y ampliada por Diego Pérez de Mesa del Libro de las grandezas y cosas memorables de España de Pedro de Medina, impresa en Alcalá de Henares en 1595: «En lo alto della [la bóveda de lo que para entonces era capilla de las escuelas mayores], que es de color azul muy fino están pintadas, y labradas de oro las quarenta y ocho ymagines de la octava esphera, los vientos y casi toda la fábrica y cosas de la astrología». Las cuarenta y ocho imágenes de la octava esfera, con los siete planetas y los doce signos del zodiaco, ocupaban una superficie aproximada de 400 metros cuadrados, de los que lo conservado es apenas una tercera parte: los planetas Sol y Mercurio en sus carros y doce constelaciones en su mayor parte del hemisferio sur con Libra, Virgo, Escorpio y Sagitario, pintadas con técnica mixta de óleo y temple y con las estrellas originalmente superpuestas con escayola dorada en relieve.
El ya citado retablo mayor de la iglesia de Santa María de Trujillo se ha fechado hacia 1490 por la indumentaria femenina y, como el de Ciudad Rodrigo, sería fruto de la colaboración entre los talleres de Gallego y el Maestro Bartolomé o maestro de las Armaduras. Formado por veinticinco tablas, dedicadas en su mayor parte a la vida de la Virgen como corresponde a la dedicación del templo, los estudios técnicos realizados de los soportes y del dibujo subyacente, cercano al del tríptico firmado de la Virgen de la Rosa, apuntan, sin embargo, a que el diseño general corresponde a un solo artífice que dirige el trabajo y asegura su coherencia estilística, aunque en su ejecución se sirve de ayudantes, como se demostraría por la costumbre, observada también en la tabla de la Piedad del Prado, de anotar con rótulos en el dibujo subyacente los colores que se han de aplicar en el acabado de la obra.
Por el viajero Hieronymus Münzer, que visitó la península ibérica entre 1494 y 1495, consta que el retablo mayor de la catedral de Zamora estaba terminado antes del 2 de enero de 1495, día en que él lo vio, comentando que era de altísimo tamaño y excelentes pinturas. Sustituido por un retablo de José Benito Churriguera, en 1712 fue adquirido por el pueblo de Arcenillas para su iglesia de Nuestra Señora de la Asunción. En 1816 fue desmontado y en 1854 quedaban de él solo 16 tablas de las al menos 35 que lo componían: La Anunciación, El Nacimiento, Las Bodas de Caná, La Entrada de Jesús en Jerusalén, La Última Cena, La Oración en el Huerto, La Flagelación, Camino del Calvario, La Crucifixión, El Descendimiento, El Santo Entierro, La Resurrección y Duda de Tomás, de las que las cuatro últimas fueron robadas en 1995. Noli me tangere y Pentecostés, que habían salido de Arcenillas antes de 1854, fueron donadas en 1925 a la catedral de Zamora, donde se conservan. De calidad desigual y en conjunto inferior a otras obras del maestro, Fernando Gallego contó para su realización con ayudantes cuya colaboración se advierte en diferente medida en prácticamente todas las tablas, correspondiendo íntegramente al maestro tan solo la Anunciación y el Nacimiento. Chandler R. Post distinguió en su ejecución tres manos principales, una de las cuales podría ser la del enigmático Francisco Gallego, a quien se atribuyen tablas como el Camino del Calvario o la Crucifixión.

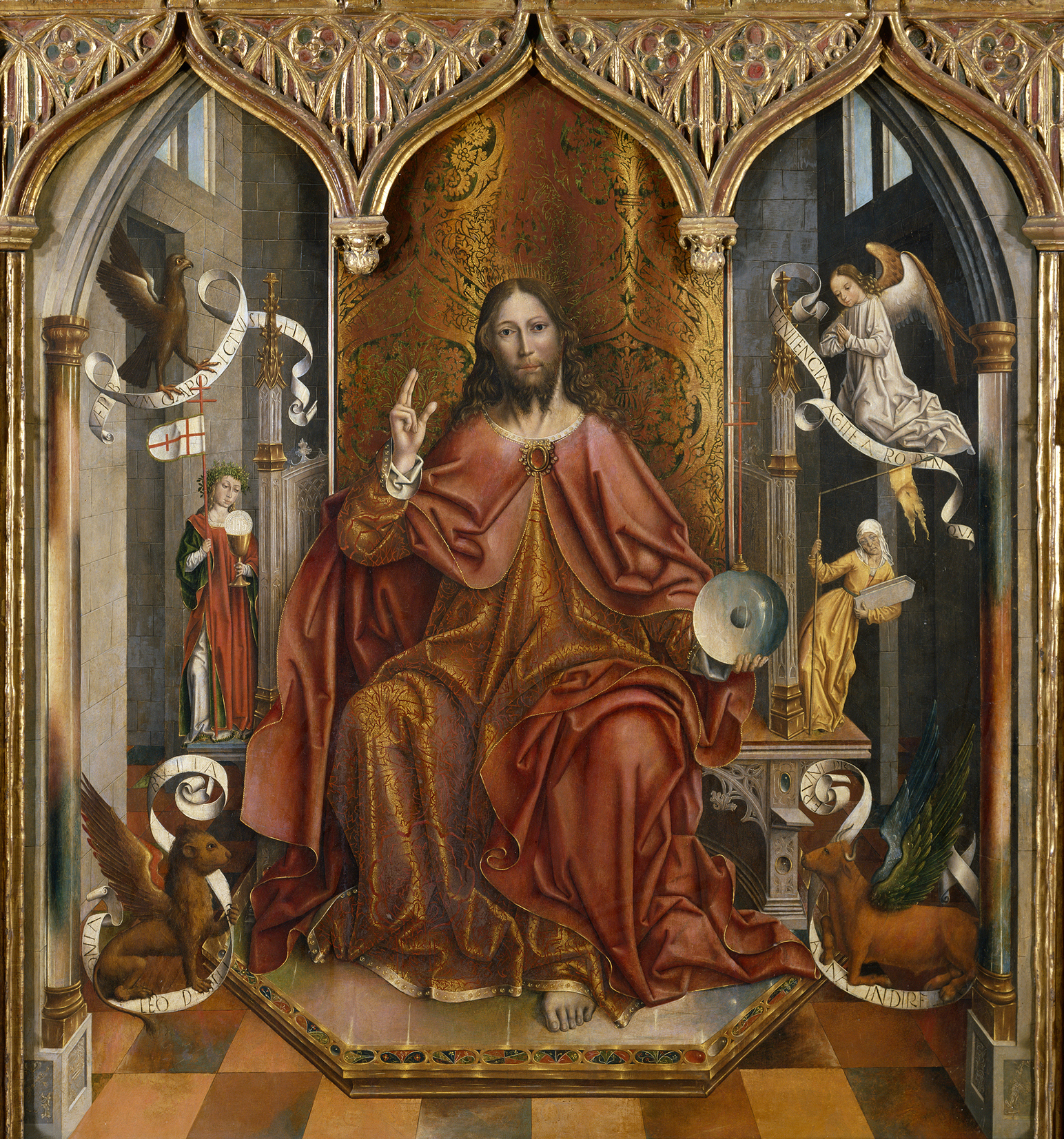
Cristo bendiciendo, óleo y temple sobre tabla de pino, 169 x 132 cm, Madrid, Museo del Prado.

El retablo mayor de la iglesia de San Lorenzo el Real de Toro, datado entre 1494 y 1496, se considera obra de plenitud del autor, el último de los retablos pintados por él y, según Gaya Nuño, «el canto del cisne de su autor», aunque la intervención del taller en su ejecución también debió de ser amplia.
De esta misma iglesia, aunque no de su retablo mayor, procede el Cristo bendiciendo del Museo del Prado, posiblemente pintado para las tumbas de Pedro de Castilla, nieto de Pedro I el Cruel, y de su esposa Beatriz Rodríguez de Fonseca, enterrados allí en 1492. Cristo entronizado ante un tapiz de brocado y en actitud de bendecir, con una esfera celeste cristalina en la mano izquierda rematada por la cruz y túnica roja como símbolos de la redención, aparece flanqueado por las figuras alegóricas de la Iglesia y la Sinagoga en los brazos del trono y los símbolos de los evangelistas. La reflectografía infrarroja permite advertir un cambio significativo en la concepción de la imagen. El dibujo subyacente visible en la reflectografía muestra que la cabeza de Cristo, situada algo por debajo de su altura actual, llevaba inicialmente una corona compleja como la utilizada por el mismo Gallego en la Coronación de la Virgen del museo diocesano de Salamanca, en la que parecen combinarse la corona real con la mitra episcopal, o los poderes temporal y espiritual, teniendo a sus pies al Cordero místico sobre el Libro de los siete sellos, imagen descartada antes de pasar a la fase color cuando, por razón desconocida, lo que hubiese sido una imagen de Dios Padre presidiendo el Juicio Universal se transformó en la actual imagen del Salvador.